# Koppeltijdrit
Een koppeltijdrit is een variant van het tijdrijden in de wielersport, waarbij de tijdrit gereden wordt door koppels, dus per twee renners die samen het parcours moeten afleggen en samen over de eindstreep rijden. Koppeltijdritten zijn relatief zeldzaam in het professionele wielrennen, en worden meestal aan het einde van het seizoen gereden; dan is het iets gemakkelijker om deelnemers aan te trekken omdat er dan geen belangrijke eendags- of rittenwedstrijden meer zijn waarvoor de renners zich moeten voorbereiden in de schoot van hun ploeg.

## Professionele koppeltijdritten
- De bekendste koppeltijdrit is de Trofeo Baracchi, die tussen 1949 en 1990 als koppeltijdrit in de buurt van Bergamo (Italië) werd verreden.
- De Grote Prijs Eddy Merckx veranderde in 1998 van formule en werd van een individuele tijdrit omgevormd tot een koppeltijdrit.
- In Duitsland wordt sedert 1969 een koppeltijdrit georganiseerd, oorspronkelijk onder de naam "G.P. Baden-Baden", en tegenwoordig naar de hoofdsponsor "LuK Challenge" genoemd; ze vindt plaats in en rond Bühl.
- "Le Duo Normand" in Frankrijk is een koppeltijdrit in de buurt van Marigny die sedert 1987 voor professionele coureurs wordt georganiseerd.